# Chủ nghĩa kiến tạo (quan hệ quốc tế)
Chủ nghĩa kiến tạo là một lý thuyết về quan hệ quốc tế bên cạnh chủ nghĩa tự do và chủ nghĩa hiện thực. Nó hình thành sau thời kỳ chiến tranh Lạnh, để bổ túc thêm cho các lý thuyết có sẵn. Chủ nghĩa kiến tạo cho là hệ thống quốc tế có cấu trúc xã hội. Chủ nghĩa kiến tạo xem xét về bản sắc của một quốc gia (Identity) như hoàn cảnh lịch sử, xã hội và văn hóa cụ thể và lợi ích của quốc gia đó. Các quốc gia mà có bản sắc tương đồng càng nhiều thì khả năng hợp tác càng cao và duy trì hợp tác cũng lâu bền hơn nếu có cùng lợi ích chung.

## Phát triển
Nicholas Onuf được xem là đã dùng chữ "constructivism" lần đàu tiên vào năm 1989 để mà mô tả những lý thuyết mà nhấn mạnh khía cạnh cấu trúc xã hội của quan hệ quốc tế. Các học thuyết chủ nghĩa kiến tạo bắt nguồn không chỉ từ những công trình tiên phong của Onuf, mà cũng bởi Richard K. Ashley, Friedrich Kratochwil, và John Ruggie. Tuy nhiên, Alexander Wendt là người được biết tới nhiều nhất là đã cổ võ cho chủ nghĩa kiến tạo xã hội trong lãnh vực quan hệ quốc tế. Bài viết của Wendt 1992 "Anarchy is What States Make of It: the Social Construction of Power Politics" được phát hành ở International Organization đặt lý thuyết căn bản để mà thử thách cái mà ông cho là thiếu sót bởi cả các học thuyết chủ nghĩa tân hiện thực và chủ nghĩa tân tự do là nó đặt nặng về vấn đề vật chất. Bằng cách cho thấy là cả lý thuyết chính của chủ nghĩa hiện thực như chính trị quyền lực cũng có cấu trúc xã hội, Wendt đã mở đường cho cả một thế hệ các học giả về quan hệ quốc tế theo đuổi các nghiên cứu về nhiều vấn đề theo cái nhìn của chủ nghĩa kiến tạo. Wendt sau đó đã phát triển những ý tưởng này trong tác phẩm chính Social Theory of International Politics (1999).

## Khác biệt với các học thuyết khác
Trong khi chủ nghĩa hiện thực đặt nặng về khuynh hướng các chủ thể quốc gia mạnh (kinh tế, tài nguyên và vũ khí) là bành trường quyền lực, còn chủ nghĩa tự do đặt nặng vấn đề quan hệ kinh tế, các quốc gia vì lệ thuộc kinh tế lẫn nhau sẽ ít gây chiến tranh, còn chủ nghĩa kiến tạo thì cho là những bản sắc xã hội của các quốc gia quyết định các chủ thể đó sẽ hợp tác hay là xung đột với nhau. Bản sắc xã hội của quốc gia sẽ định đoạt thế nào là lợi ích của quốc gia và quyết định đường lối hoạt động của quốc gia đó.